# Давыдов-Анатри, Василий Иванович
Василий Иванович Давыдов-Анатри (26 декабря 1917, Большие Арабузи, Буинский уезд, Симбирская губерния, РСФСР — 8 сентября 2010, Чебоксары, Чувашия) — чувашский поэт, заслуженный работник культуры РСФСР (1976), народный поэт Чувашской АССР (1990); произведения переведены на языки мира
.

## биография
Родился 26 декабря 1917 года в деревне Большие Арабузи Буинского уезда Симбирской губернии. Окончив семиклассную школу, поступил учиться в школу журналистов Чувашской автономной области. Затем продолжил обучение в учительском институте.
В 1940—1941 годах служил в Красной Армии. Уволившись в запас трудился ответственным секретарем Первомайской районной газеты «Коммунар», инструктором Чувашского обкома КПСС, редактором, заместителем председателя, главным редактором Чувашрадиокомитета.
С 1959 года занимался писательским трудом. Принимал активное участие в общественной жизни республики.
Вся его жизнь была неразрывно связана с чувашской литературой. Известен как поэт-песенник.
Поэт умер 8 сентября 2010 года в Чебоксарах.

## Награды и признание

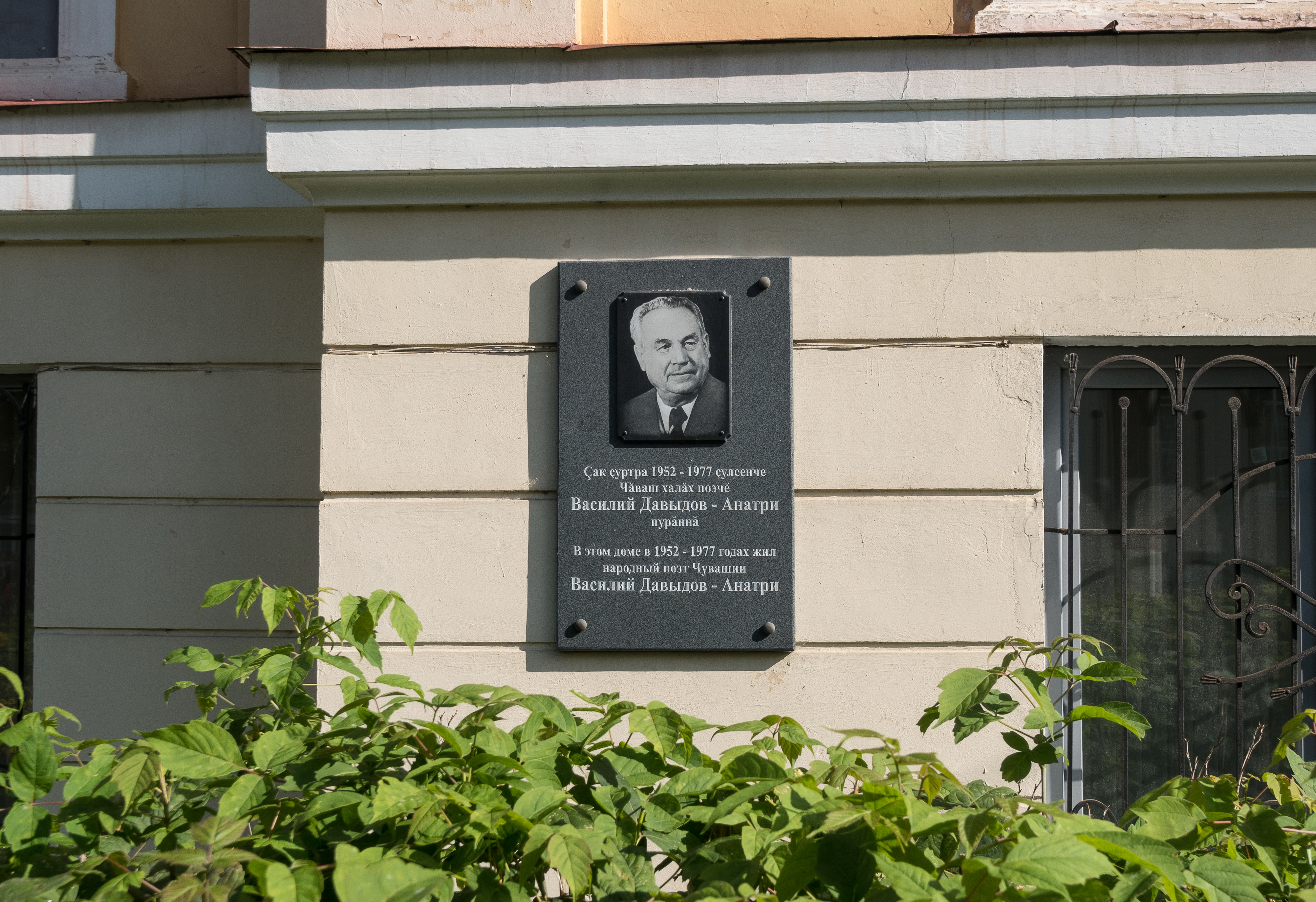
Мемориальная доска Давыдову-Анатри

- Заслуженный работник культуры Чувашской АССР (1967)
- Заслуженный работник культуры РСФСР (1976)
- Народный поэт Чувашской АССР (1990)
- Лауреат премии им. В. Митты
- Почётный гражданин Чебоксар.
- Награждён орденом Дружбы народов, медалями